# ギリシャ系ブラジル人
ギリシャ系ブラジル人(ポルトガル語: Greco-brasileiro もしくはHeleno-brasileiro)とは、先祖にギリシャ人が存在するブラジル人、もしくはギリシャで生まれブラジルに移住した人物のことである。
ギリシャ人は19世紀末に移住をはじめ、20世紀の初期と半ばにかけて移住し続け、より良く、より生活における成功を求め、さらにはイデオロギー的な理由もそうであった。
ブラジルにおけるギリシャ系のコミュニティは25,000人以上の人口を数える。彼らは国中に存在し、20,000人のギリシャ系住民がサンパウロに孤立して住んでいる。

## 著名なギリシャ系ブラジル人
- コンスタンティーネ・アンドレオウ
- ミゲル・ニコレリス
- シルヴィオ・サントス
- コンスタンティーノ・ツァリス
- テオドロ・フォンセカ

## 脚註
1. ↑  Greeks in Brazil

- Bilateral relations between Greece and Brazil